# Новая Шляпина
Новая Шляпина — деревня в Кудымкарском районе Пермского края. Входила в состав Ошибского сельского поселения. Располагается северо-восточнее от города Кудымкара. Расстояние до районного центра составляет 41 км. По данным Всероссийской переписи населения 2010 года, в деревне проживало 46 человек (24 мужчины и 22 женщины).

## История
По данным на 1 июля 1963 года, в деревне проживало 129 человек. До конца 1962 года населённый пункт входил в состав Велвинского сельсовета, а в 1963 году эта деревня вошла в состав Новоселовского сельсовета.